# Careal Holding
Careal Holding est un groupe suisse d'investissement. Le groupe possède AMAG, Computer Associates, et des biens immobilier tels que l'hôtel Bellerive en Lausanne.
La société est détenue par Eva Maria Bucher-Haefner (50%, directrice du CA) et Martin Haefner (50%, président), les deux enfants et héritiers du défunt milliardaire Walter Haefner.